# Şəhriyar Rəhimov
Şəhriyar Ağalı oğlu Rəhimov (Baku, 6 aprile 1989 – 25 agosto 2023) è stato un calciatore azero, di ruolo difensore o centrocampista.

## Statistiche

### Cronologia presenze e reti in nazionale
| Cronologia completa delle presenze e delle reti in nazionale ― Azerbaigian | Cronologia completa delle presenze e delle reti in nazionale ― Azerbaigian | Cronologia completa delle presenze e delle reti in nazionale ― Azerbaigian | Cronologia completa delle presenze e delle reti in nazionale ― Azerbaigian | Cronologia completa delle presenze e delle reti in nazionale ― Azerbaigian | Cronologia completa delle presenze e delle reti in nazionale ― Azerbaigian | Cronologia completa delle presenze e delle reti in nazionale ― Azerbaigian | Cronologia completa delle presenze e delle reti in nazionale ― Azerbaigian |
| Data                                                                       | Città                                                                      | In casa                                                                    | Risultato                                                                  | Ospiti                                                                     | Competizione                                                               | Reti                                                                       | Note                                                                       |
| -------------------------------------------------------------------------- | -------------------------------------------------------------------------- | -------------------------------------------------------------------------- | -------------------------------------------------------------------------- | -------------------------------------------------------------------------- | -------------------------------------------------------------------------- | -------------------------------------------------------------------------- | -------------------------------------------------------------------------- |
| 23-3-2018                                                                  | Baku                                                                       | Azerbaigian                                                                | 0 – 1                                                                      | Bielorussia                                                                | Amichevole                                                                 | -                                                                          | 49’ 74’                                                                    |
| 21-3-2019                                                                  | Zagabria                                                                   | Croazia                                                                    | 2 – 1                                                                      | Azerbaigian                                                                | Qual. Euro 2020                                                            | -                                                                          |                                                                            |
| 11-6-2019                                                                  | Baku                                                                       | Azerbaigian                                                                | 1 – 5                                                                      | Slovacchia                                                                 | Qual. Euro 2020                                                            | -                                                                          |                                                                            |
| 6-9-2019                                                                   | Cardiff                                                                    | Galles                                                                     | 2 – 1                                                                      | Azerbaigian                                                                | Qual. Euro 2020                                                            | -                                                                          | 73’                                                                        |
| 9-9-2019                                                                   | Baku                                                                       | Azerbaigian                                                                | 1 – 1                                                                      | Croazia                                                                    | Qual. Euro 2020                                                            | -                                                                          |                                                                            |
| 9-10-2019                                                                  | Riffa                                                                      | Bahrein                                                                    | 2 – 3                                                                      | Azerbaigian                                                                | Amichevole                                                                 | -                                                                          | 68’                                                                        |
| 13-10-2019                                                                 | Budapest                                                                   | Ungheria                                                                   | 1 – 0                                                                      | Azerbaigian                                                                | Qual. Euro 2020                                                            | -                                                                          | 12’                                                                        |
| 16-11-2019                                                                 | Baku                                                                       | Azerbaigian                                                                | 0 – 2                                                                      | Galles                                                                     | Qual. Euro 2020                                                            | -                                                                          | 89’                                                                        |
| 19-11-2019                                                                 | Trnava                                                                     | Slovacchia                                                                 | 2 – 0                                                                      | Azerbaigian                                                                | Qual. Euro 2020                                                            | -                                                                          |                                                                            |
| Totale                                                                     |                                                                            | Presenze                                                                   | 9                                                                          |                                                                            | Reti                                                                       | 0                                                                          |                                                                            |

## Palmarès

### Club

#### Competizioni nazionali
- Campionato azero: 1

İnter Baku: 2007-2008